# Rosario + Vampire
Rosario + Vampire (Japans: ロザリオとバンパイア) is een Japanse manga-serie, die geschreven en geïllustreerd is door Akihisa Ikeda. Het verhaal gaat over een jongen genaamd Aono Tsukune. Hij gaat naar een nieuwe school waar de leerlingen monsters en demonen zijn. Aono raakt snel bevriend met Moka Akashiya, een vampier die een obsessie ontwikkelt voor zijn bloed.
Van Rosario + Vampire werd begin 2008 ook een animereeks gerealiseerd.